# Laura Orvieto
Laura Cantoni Orvieto (Milano, 7 marzo 1876 – Firenze, 9 maggio 1953) è stata una scrittrice italiana, i cui libri per l'infanzia, e in particolare le Storie della storia del mondo, riscuotono ancora oggi grande successo.

## Biografia
Laura Cantoni, figlia di Achille Cantoni e Maria Cantoni, trascorre l'infanzia e l'adolescenza a Milano. Ama molto la lettura, ma la appassiona anche dedicarsi ai bambini, e si trattiene a lungo con loro narrando lunghe storie che li attraggono e li affascinano. Di indole ribelle, avrebbe voluto essere utile agli altri, come narra nell'autobiografia pubblicata postuma, e seguire l'attività dei doposcuola per l'infanzia creati dalla pedagogista Rosa Errera, ma la famiglia la frena in questa sua aspirazione.
Nel 1899 sposa il giornalista e poeta Angiolo Orvieto, fondatore del periodico culturale "Il Marzocco" e si trasferisce a Firenze. Incoraggiata da Angiolo inizia a collaborare alla rivista, dapprima con semplici riassunti di saggi editi sulla stampa scientifica o straniera, quindi con veri e propri articoli, animando il dibattito con altre scrittrici e collaboratrici, quali Sibilla Aleramo o Amelia Pincherle Rosselli. A partire dal 1909 unisce la sua passione per la scrittura al desiderio di essere vicina al mondo dell'infanzia: si dedica così alla composizione di libri per bambini ispirati tanto alla vita familiare quotidiana quanto alla mitologia ed alla storia greca e romana. Sarà questa ispirazione a darle il maggior successo, con la fortunata collana delle "Storie della storia del mondo". Amica di vari scrittori e poeti a lei contemporanei, sarà particolarmente legata a Amelia Pincherle Rosselli, la madre dei fratelli Carlo e Nello Rosselli, uccisi da emissari fascisti a Bagnoles de l'Orne, nel 1937.
Di famiglia ebraica, negli anni delle persecuzioni razziali riuscirà a salvarsi nascondendosi con il marito Angiolo nel ricovero di San Carlo, fondato dal cappuccino Padre Massimo a Borgo S. Lorenzo.
Nel dopoguerra sarà ancora attiva, dirigendo il periodico fiorentino per giovanetti "La Settimana dei ragazzi" dal 1945 al 1947. Si spegne a Firenze nel 1953.

## L'attività di scrittrice
Laura inizia la sua attività di scrittrice intorno al 1905, collaborando in forma anonima alla rubrica Marginalia de "Il Marzocco", dove si riassumevano in poche righe significativi articoli letterari o storici comparsi su riviste specialistiche italiane e straniere. Parteciperà poi al periodico con testi di maggiore spessore, inserendosi nei dibattiti "al femminile" discussi sulla testata fiorentina. Il suo primo volume per l'infanzia, comparso sotto lo pseudonimo "Mrs El", è Leo e Lia. Storia di due bimbi italiani con una governante inglese (1909), ispirato alle vicende quotidiane e alla sua esperienza di mamma, al quale seguirà Storie delle storia del mondo. Greche e barbare (1911), la sua opera di maggior successo, tradotta in molte lingue ed ancora oggi ristampata. Le Storie del mondo costituivano un progetto editoriale di ampio respiro, che comprenderà i volumi dedicati al mondo classico romano Storie della storia del mondo. Il natale di Roma (1928), e Storie della storia del mondo. La forza di Roma (1934), e probabilmente doveva raccogliere anche altri testi di diversa ispirazione, come il Viaggio meraviglioso di Gianni nel paese delle parole (2007), rimasti inediti vivente l'autrice. Anche l'autobiografia, conclusa nel 1939, sarà pubblicata soltanto postuma con il titolo Storia di Angiolo e Laura (2001).

## Opere

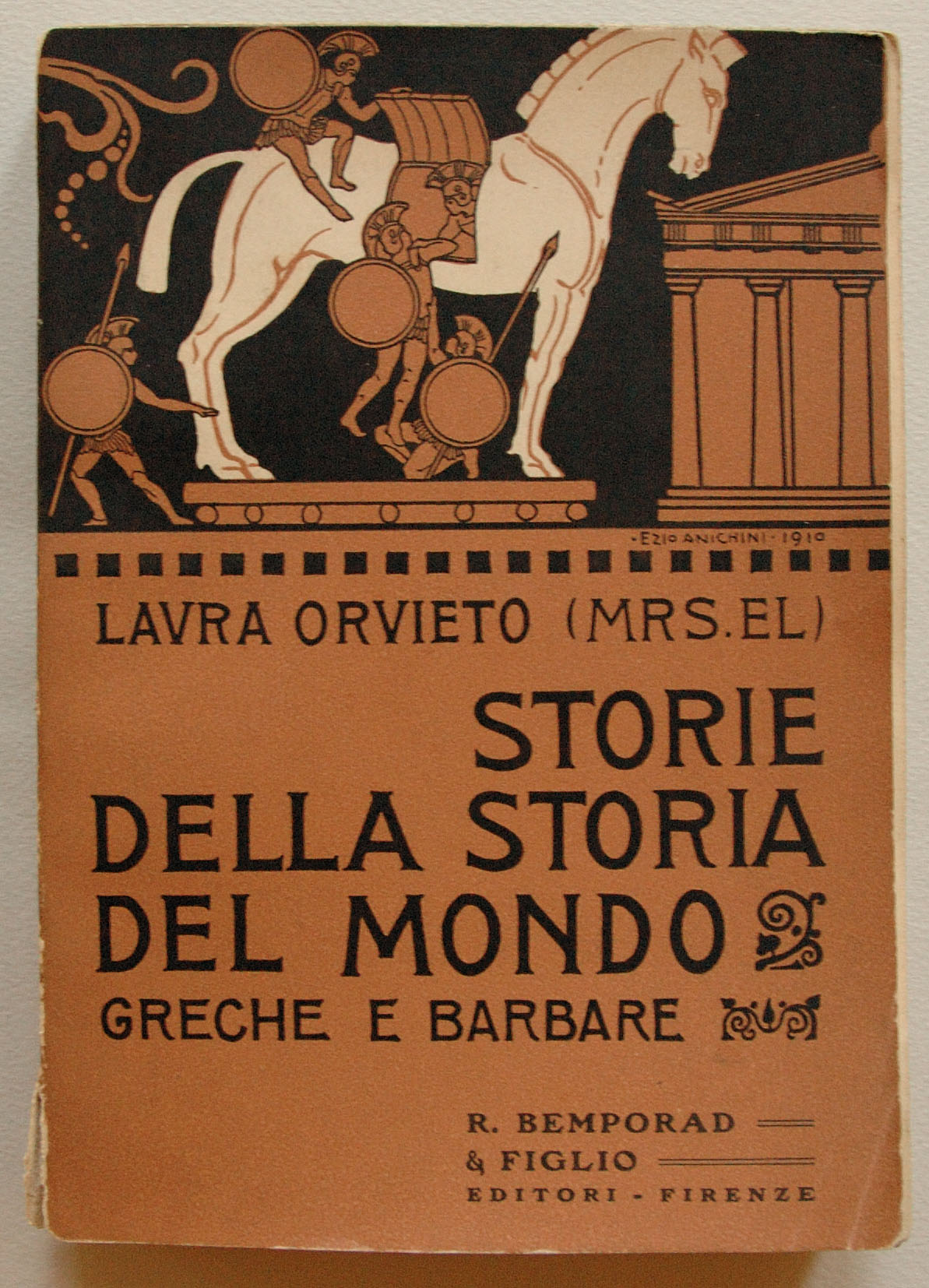
L. Orvieto, Storie della storia del mondo. Greche e barbare (1911)

- Leo e Lia. Storia di due bimbi italiani con una governante inglese, Firenze, R.Bemporad e figlio, 1909.
- Storie della storia del mondo. Greche e barbare, Firenze, R. Bemporad e figlio, 1911.
- Principesse, bambini e bestie, Firenze, R. Bemporad e figlio, 1914.
- Sono la tua serva e tu sei il mio Signore. Così visse Florence Nightingale, Firenze, Le Monnier, 1920.
- Beppe racconta la guerra, Firenze, R. Bemporad e figlio editori, 1925.
- Storie della storia del mondo. Il natale di Roma, Firenze, R. Bemporad e figlio, 1928.
- Storie della storia del mondo. La forza di Roma, Firenze, R. Bemporad, 1933.
- Storie di bambini molto antichi, Milano, A. Mondadori, 1937.
- Storia di Angiolo e Laura (scritto nel 1939), Firenze, Olschki, 2001.
- Viaggio meraviglioso di Gianni nel paese delle parole (scritto nel 1930), Firenze, Olschki, 2007.

Alcuni dei libri di Laura Orvieto sono stati illustrati dalle litografie Art Nouveau di Ezio Anichini.

## Scritti su Laura Orvieto
- P. Vannucci, Laura Orvieto, "La Fiera letteraria", 18 luglio 1952, p.2
- A. Perugia, Poesia e bontà nell'opera di Laura Orvieto, "La Rassegna mensile di Israel", v. XIX, n. 8, 1953
- C. Poesio, Laura Orvieto, Firenze, Le Monnier, 1971
- C. Gori, Educare, a che cosa?, in Crisalidi. Emancipazioniste liberali in età giolittiana, Milano, Angeli 2003.
- C. Del Vivo, Altre ‘Storie del mondo’: gli inediti di ispirazione ebraica nell'archivio di Laura Orvieto, in Una mente colorata. Studi in onore di Attilio Mauro Caproni, promossi, raccolti, ordinati da Piero Innocenti, curati da Cristina Cavallaro, Roma, Vecchierelli, 2007.
- C. Del Vivo, "La storia del mondo è fatta di tante storie". Mondo classico e tradizione ebraica nella narrativa di Laura Orvieto, "Antologia Vieusseux", XV, n. 43, genn.-apr. 2009, pp. 5-34.
- C. Del Vivo, Scrivere le Storie del mondo senza dimenticare la propria. Essere donna e essere ebrea nelle opere di Laura Orvieto, in Biografia e formazione, a cura di A. Cagnolati, Bologna, Simplicissimus, 2012 (e-book).
- C.Del Vivo, Laura Orvieto: per una biografia, in Laura Orvieto. La voglia di raccontare le “Storie del mondo”, Atti della giornata di studio, Firenze, 19 ottobre 2011, “Antologia Vieusseux”, n. s., a. XVIII, 53-54, maggio – dicembre 2012, pp. 5-26.
- C. Del Vivo, Libri dietro i libri. Laura Orvieto, “Il Marzocco”, Leo e Lia, e i libri per bambini e ragazzi, in “Antologia Vieusseux”, n. 57, sett. – dic. 2013, pp. 93-123.
- C. Del Vivo, Costruirsi una storia: miti e realtà nell'autobiografia di Laura Orvieto, “Espacio, Tiempo y Educaciòn” n. 1, año 2013”, http://www.espaciotiempoyeducacion.com/ojs/index.php/ete.
- C. Del Vivo, Laura Orvieto, in Scrittrici italiane dell'Otto e Novecento. Le interviste impossibili, a cura di Hervé A. Cavallera e Walter Scancarello, Pisa, Bibliografia e informazione, 2013, pp. 306 - 329.
- R. Nattermann, The Italian-Jewish Writer Laura Orvieto (1876-1955) between Intellectual Independence and Social Exclusion, in: Portrait of Italian Jewish Life (1800s-1930s), eds. Tullia Catalan, Cristiana Facchini, Quest. Issues in Contemporary Jewish History. Journal of Fondazione CDEC, n. 8 (November 2015) url: www.quest-cdecjournal.it/focus.php?id=368

## Intitolazione

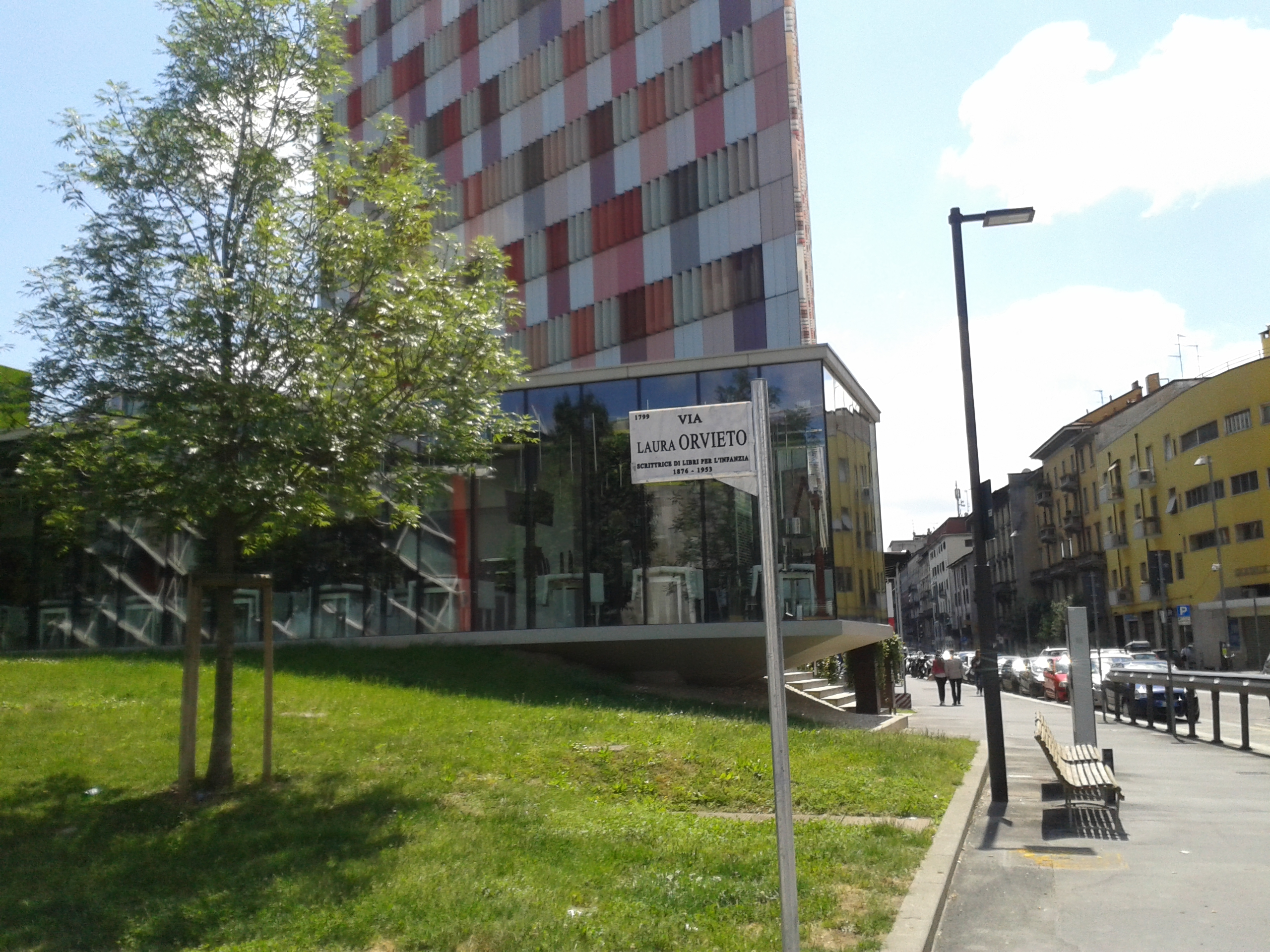
L'intitolazione stradale milanese. 16 Maggio 2016.

Il 16 maggio 2016, la città di Milano le intitola una strada nei pressi della ex fabbrica Carlo Erba, tra via Benigno Crespi e via Carlo Imbonati.